# Народний ансамбль танцю «Барвінок» (Вінниця)
Народний ансамбль танцю «Барвінок» — ансамбль українського народного танцю у м. Вінниця.

## Історія
Народний ансамбль танцю «Барвінок» створено у 1984 році. Засновником та незмінним керівником ансамблю є Народний артист України, Заслужений діяч мистецтв України, Почесний громадянин міста Вінниця, Відмінник народної освіти України, Кавалер Ордену «За заслуги III ступеню», Кавалер Міжнародного «Ордену Усмішки» Петро Бойко.
Вихованці ансамблю «Барвінок» відвідали понад 30 країн світу: Австрії, Англії, Греції, Іспанії, Італії, Китаї, Молдові, Німеччині, Польщі, Сербії, Словаччині, Туреччині, Угорщині, Франції, Чехії, Чорногорії, Японії та ін. Колектив неодноразово знімався на центральному, українському, польському, сербському, японському телебаченні та CNN.
Основу репертуару ансамблю складають українські народні танці. Абсолютна більшість танцювальних номерів поставлена Народним артистом України Петром Бойком. Головною відмінною рисою репертуару ансамблю є те, що більшість танців мають свою сюжетну лінію, тобто в кожному з них закладено невелику розповідь, зміст якої передається засобами хореографії.
У 1987 році, всього на третьому році свого існування, «Барвінку» присвоїли почесне звання «Зразковий художній колектив».
У листопаді 1987 року на сцені Палацу мистецтв «Україна» ансамбль «Барвінок» демонструє хореографічний плакат «Сонцю не згаснути» під час репетиції до урядового концерту. Ансамбль «Барвінок» був першим колективом, який відобразив на сцені засобами хореографії сумно відому на весь світ Чорнобильську трагедію. Ніхто до тих пір так відкрито не наважувався розповісти про цю страшну трагедію, про яку більшість людей боялись навіть думати. Це була заборонена тема. Репетиція наробила справжнього фурору. На всіх подальших репетиціях в концертній залі збиралася велика кількість людей, які спеціально приходили на репетицію, щоб подивитися цей номер. Під час однієї з репетицій прямо в залі до молодого постановника Петра Бойка підійшов відомий український диригент, особистість світового масштабу, лауреат багатьох міжнародних премій, Народний артист СРСР Стефан Турчак і особисто висловив йому своє захоплення з приводу цього вельми скандального танцю: «Молодий чоловіче, я Вас вітаю! За своє життя, за багато років своєї роботи я брав участь у багатьох концертах на самому високому рівні, але я вперше бачу на сцені таку серйозну та професійну хореографію у виконанні дітей. Ви на правильному шляху! Так тримати! Вітаю Вас і бажаю успіхів та майбутніх перемог!»
30 грудня 1987 року відбулася прем'єра єдиного в Україні одноактного дитячого балету «Пригоди Барвінка», поставленого по мотивам казок Богдана Чалого. Протягом однієї години засобами української хореографії, юні танцюристи розповідають про казкові пригоди хлопчика Барвінка. Автор книги «Сто пригод Барвінка» Богдан Чалий, неодноразово відвідавши концерти «Барвінка», кожен раз не приховував свого захоплення від побаченого, дивуючись майстерністю та таланту молодого постановника Петра Бойка та його «барвінчат», завдяки яким книжкові персонажі оживають на сцені і дарують справжню казку маленьким і дорослим глядачам.
Починаючи з 1986 року, «Барвінок» частий гість на Харцерському фестивалі «Золота ялинка» в м. Кельці (Польща) та багаторазовий володар гран-прі цього відомого конкурсу.
У 1988 році ансамбль «Барвінок» перебуваючи в Міжнародному піонерському таборі «Океан» у м. Владивосток, дає безліч концертів, серед яких кілька доброчинних, кошти від яких було перераховано в Приморський дитячий фонд. Бере участь у святкуванні 50-ти річчя Хасанських подій у м. Слов'янка.
У 1989 році ансамбль стає лауреатом Республіканської премії ім. М.Островського.
У 1989 році були створені фольклорна група ансамблю танцю «Барвінок», яка відтворює на сцені перлини музичної спадщини та студія ручної художньої вишивки «Барвінкові візерунки». Нині студія художньої ручної вишивки — лауреат Міжнародного фольклорного фестивалю, фольклорна група ансамблю — лауреат багатьох всеукраїнських та міжнародних фестивалів, у 1993 році їй присвоєно звання «Зразковий художній колектив». Унікальність цього явища полягає в тому, що учасниками всіх цих творчих колективів — і ансамблю танцю «Барвінок», і фольклорної групи, і гуртків художньої вишивки — є одні і ті самі діти. Фактично кожен учасник ансамблю, крім хореографії, навчається ще й співати, вишивати або грати на одному чи навіть на кількох українських музичних інструментах. Аналогів такого поєднання немає не тільки в Україні, але й у світі.
Репертуар фольклорної групи базується на автентичному фольклорному матеріалі, який записується, розшифровується та систематизується самими гуртківцями. На даний час майже в кожному селі Вінниччини учасники ансамблю мають добрих знайомих, які допомагають дітям у збиранні та вивченні фольклорної спадщини. Діти намагаються відтворювати танець, пісню чи обряд, максимально наближаючись до оригінального варіанту. Та сцена завжди вимагає певної адаптації, інтерпретації обряду. Досить часто діти самі пропонують варіанти сценічного втілення, які зберігають відтворюване дійство в первозданному вигляді. У сценічному втіленні використовуються різновиди ансамблів, троїста музика, елементи пантоміми тощо. Під час концертних виступів у фольклорній групі комплексно використовується спів, інструментальна музика і танець. Створено ряд цікавих самобутніх програм: «Веснянки», «Івана Купала», Миколи Квітчатого та інші. Виконуються народні пісні з супроводом та a-capella, інструментальна музика різних регіонів України.
Фольклорна група є невід'ємною частиною ансамблю «Барвінок» під час закордонних гастролей. І в якій б країні не був ансамбль, в репертуар обов'язково входять пісні чи інструментальна музика цієї країни. Юні «барвінчата» без проблем співають українською, російською, польською, сербською, англійською, іспанською, німецькою мовами, грають навіть китайську та японську народну музику. Наряду з фольклорним в концертних виступах використовується класичний репертуар, що допомагає більш широко розкрити можливості українських народних інструментів. Твори І. С. Баха, Г. Ф. Генделя, П. І. Чайковського — невід'ємна частина репертуару оркестру фольклорної групи.
Велика увага приділяється підбору концертних костюмів. В основному використовуються костюми з колекції народного одягу, яку зібрали гуртківці, та виготовлені за автентичними народними зразками. Фольклорна група — бажаний гість на заходах, які проводяться в нашому місті, області та за межами нашої держави.
1992 року на одному з останніх дитячих фестивалів радянського зразку у Єкатеринбурзі та Москві під назвою «Земля — наш общий дом» «Барвінок» був спеціальним гостем.
У 1993 році ансамбль їде на гастролі до Німеччини. Успіх був шалений. Місцеві газети писали, що вперше німецькі глядачі побачили таку красу, колорит та багатство національного мистецтва, такий професіоналізм та високий рівень виконавської майстерності, а тим більше у виконанні юних артистів з України. Цього ж році професійні гастролі у Японії.
Протягом багаторічної співпраці Вінницького «Барвінка» з Японією, ще багато разів японський глядач мав задоволення насолоджуватися майстерністю юних вінничан. За час гастрольних поїздок ансамбль «Барвінок» проїхав по Японії близько 50 тис. кілометрів і дав більше 200 концертів.
«Барвінок» є багаторазовим переможцем музичного фестивалю в Токійському Диснейленді.
Враховуючи високі досягнення колективу та його міжнародний авторитет в 1995 році ансамбль нарешті отримав своє власне приміщення. Під керівництвом незмінного керманича Петра Бойка, у 1996 році був створений Вінницький міський центр художньо-хореографічної освіти дітей та юнацтва «Барвінок» — позашкільний, профільний, навчально-виховний заклад художньо-естетичного напрямку, який забезпечує умови для розвитку природних нахилів та інтересів дітей і підлітків і дає дітям та юнацтву допрофесійну, а в майбутньому професійну освіту. На базі центру розташувалися ансамбль танцю «Барвінок» та його фольклорна група. Тут же була створена хореографічна школа, завданням якої є виховання юних танцюристів та підготовка до виступів із ансамблем.
За 39 років існування Народного ансамблю танцю «Барвінок» та за 27 років існування, як закладу позашкільної освіти, Центр «Барвінок» став осередком народної культури та центром виховання підростаючого покоління засобами українського національного мистецтва. Тепер тут навчається близько 1600 дітей віком від 5 до 17 років.
У травні 1999 року, ансамбль брав участь у звіті області «Подільське гроно калинове» у Києві. Успіх виступів ансамблю був настільки приголомшуючий, що про «Барвінок» заговорили як про найкращий дитячий колектив нашої держави, а Петру Бойку присвоїли званням «Заслужений діяч мистецтв України». Що в Україні має велике значення.
Восени 1999 року, у Варшаві відбувся саміт дружин президентів усіх країн світу, присвячений 10-річчю прийняття Декларації Прав Дитини. На цьому саміті була присутня і дружина тодішнього президента України Людмила Кучма. З цієї нагоди у Варшавській опері відбувся концерт «Планета Радості».
У серпні 2000 року «Барвінок» стає абсолютним переможцем фестивалю «Наша земля — Україна», який проходив у знаменитому на весь світ Міжнародному дитячому центрі «Артек». У цьому фестивалі брали участь близько 20 найкращих колективів з України та іноземних держав. «Барвінок» отримав спеціальну нагороду фестивалю «За збереження та розвиток української культури».
Під час перебування в «Артеці» іноземні колективи були настільки вражені виступами «Барвінка», зачаровані красою та неповторністю його репертуару, що на прохання їхніх керівників Петро Бойко проводить кілька майстер-класів з українського та подільського народного танцю.
Особливою сторінкою в історії ансамблю «Барвінок» є перемога у Міжнародному музичному конкурсі-фестивалі «Слов'янський базар у Вітебську-2001». Ансамбль «Барвінок» є єдиним дитячим колективом України, який став переможцем цього престижного фестивалю і володарем найвищої нагороди «За високу виконавську майстерність».
У 2002 році ансамблю «Барвінок» та його фольклорній групі присвоєні почесні звання «Народний художній колектив».
Робота та гастрольна діяльність не припиняється ні на мить. У цей час «Барвінок» знаходиться в зеніті слави. Місцеві і закордонні газети пишуть про підкорення «барвінчатами» всієї Європи. Німеччина, Іспанія, Італія, Франція, Чехія, Туреччина та інші європейські держави по черзі підкорялися вінничанам. І де б не був «Барвінок» завжди після себе він залишав незабутні враження та спогади не тільки від концертних виступів, виконавської майстерності, але й від простої, звичайної вихованості та культури українських дітей.
2004 рік. Незабутні, тріумфальні гастролі в Китаї у м. Тяньзінь де проходить Всесвітній дитячий фестиваль культури та мистецтв, участь у якому взяли колективи з 59 країн світу. Виступи «Барвінка», різноманітність танцювальних та фольклорних номерів, унікальне поєднання музики і танцю у виконанні одних і тих самих дітей настільки вразили глядачів, що ансамбль «Барвінок» єдиний з усіх отримав «Super prise»
В 2008 році ансамбль «Барвінок» стає переможцем IV Міжнародної виставки — маршу, яка проходить у Китаї і єдиний з усіх колективів отримує Золоту медаль «За розмаїття талантів».
Про «Барвінок» та досвід його роботи, унікальну систему виховання виходить багато статей та публікацій в газетах, наукових журналах. У 2004 році в Україні починає виходити з друку найголовніше в державі енциклопедичне видання «Енциклопедія сучасної України», в II томі цієї енциклопедії подано інформацію про вінницький «Барвінок» та його керівника Петра Бойка.
- 2005 р. — перемоги на фестивалях в Польщі, Іспанії, Сербії.
- 2006 р. — фестиваль в Пітерборо (Англія).

Міністерство закордонних справ України нагородило «Барвінок» спеціальною відзнакою за збереження, відродження та пропаганду українського національного мистецтва.
У травні 2006 року центр ″Барвінок″ вразив гостей із всієї України своєю гостинністю, організованістю та рівнем якості на Всеукраїнському науково — практичному семінарі з хореографії. На цьому семінарі були присутні більше сотні провідних хореографів, педагогів, керівників танцювальних колективів, професорів, академіків не лише з України, але й з-за кордону.
У вересні 2008 року у «Вінницькій газеті» виходить стаття під назвою «Сім причин пишатися тим, що ми вінничани». Статтю написали прості, звичайні мешканці м. Вінниці. У ній в ряду з такими славетними постатями як Іван Богун, Михайло Коцюбинський, Микола Пирогов називається і Народний ансамбль танцю «Барвінок».
В 2009 році на базі Вінницького центру художньо-хореографічної освіти «Барвінок» було організоване виїзне засідання Вченої Ради Центру змісту і методів навчання Міністерства освіти і науки України, яке визнало рівень роботи центру «Барвінок» надзвичайно високим. Було запропоновано вивчати досвід роботи центру, багатогранність та багатовекторність системи його роботи, для запровадження та розповсюдження в інших позашкільних закладах України естетичного спрямування.
З 2004 року у Вінниці за підтримки місцевої влади проходить фестиваль хореографії «Барвінкове кружало». Засновником, організатором та ідейним натхненником, якого є ансамбль «Барвінок» та Петро Бойко. Кожен рік в дружнє «барвінкове» коло збираються колективи не тільки Вінниці та Вінницької області, не тільки України, але й усього світу. Ті хто хоч раз побував на фестивалі у Вінниці, запам'ятовує його на все життя, відзначаючи високий рівень організації і, перш за все, звичайної гостинності та людяності, з якою «Барвінок» зустрічає гостей.
У 2009 році Народний ансамбль «Барвінок» відсвяткував свої 25-ті роковини.
У 2009 році Петро Бойко отримав почесне звання Народний артист України. Багато педагогів-хореографів «Барвінка» мають почесні державні нагороди в тому числі Заслужених працівників культури України, Заслужених артистів України.